# Las Maravillas (Simojovel)
Las Maravillas es una localidad del estado mexicano de Chiapas. Es parte del municipio de Simojovel.

## Demografía
| Gráfica de evolución demográfica |
|                                  |

| Censo | Población |
| ----- | --------- |
| 1940  | 52        |
| 1950  | 376       |
| 1960  | 432       |
| 1970  | 555       |
| 1980  | 342       |
| 1990  | 941       |
| 2000  | 1 209     |
| 2010  | 1 204     |
| 2020  | 1 447     |